# Trikarbonylchloroglycinát ruthenatý
Trikarbonylchloroglycinát ruthenatý je komplexní sloučenina se vzorcem RuCl(H2NCH2CO2)(CO)3, oktaedrický aminokyselinový komplex se třemi karbonylovými, jedním chloridovým, a jedním bidentátním glycinátovým ligandem. CO ligandy zaujímají faciální uspořádání. Připravuje se z dimeru trikarbonylu dichlorruthenia a glycinátu sodného.
Tento komplex může být použit jako molekula uvolňující oxid uhelnatý.